# Iglesia de San Francisco Javier (París)
La iglesia de San Francisco Javier es una iglesia parroquial de París ubicada en la place du Président-Mithouard en el VII distrito. El edificio, de estilo ecléctico, está registrado desde junio de 2018 como monumento histórico inscrito y es el lugar de culto de la parroquia católica «San Francisco Javier de las Misiones-Extranjeras».

## El edificio
El edificio está catalogado —como un todo— desde junio de 2018 como monumento histórico.

### Construcción
Las obras comenzaron en 1861 según proyecto del arquitecto Adrien Lusson, continuadas tras su muerte en 1864 por Joseph Uchard. La piedra de grano fino utilizada en la construcción procedía de las canteras subterráneas de Bagneux.
El edificio se terminó en 1873, a falta de su decoración interior. La iglesia se abrió al culto en 1874 y luego se consagró el 23 de mayo de 1894.

### Transferencia del relicario de Santa Magdalena-Sofía Barat
El relicario que contiene el cuerpo de santa Madeleine-Sophie Barat, fundadora en 1800 de la Sociedad del Sagrado Corazón de Jesús (Congregación de las Hermanas del Sagrado Corazón) se traslada a esta iglesia el viernes 19 de junio de 2009, fiesta del Sagrado Corazón. Por tanto, en este día tiene lugar una ceremonia muy importante, presidida por el cardenal André Vingt-Trois, arzobispo de París, rodeado de Georges Gilson, arzobispo emérito de Sens-Auxerre, Yves Patenôtre, arzobispo titular de Sens-Auxerre, Antoine Hérouard, Secretario General de la Conferencia Episcopal de Francia, Patrick Chauvet, párroco de San Francisco Javier, unos cuarenta sacerdotes, unos cientos de monjas de la Sociedad del Sagrado Corazón de Jesús y más de 1000 fidèles. De hecho, la dirección de la congregación había decidido instalar el relicario en esta iglesia que está al lado de los edificios donde vivía Madeleine-Sophie: sede de la congregación (hoy museo Rodin ) y centro educativo para niñas, hoy Lycée Victor-Duruy.

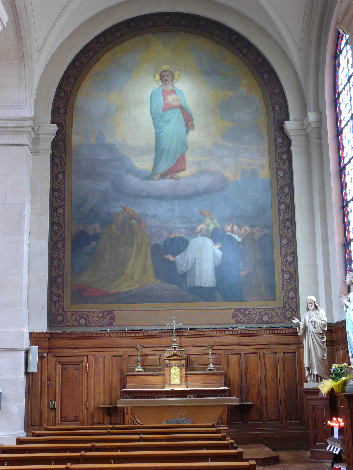
Capilla del Sagrado Corazón, donde se instaló el relicario.
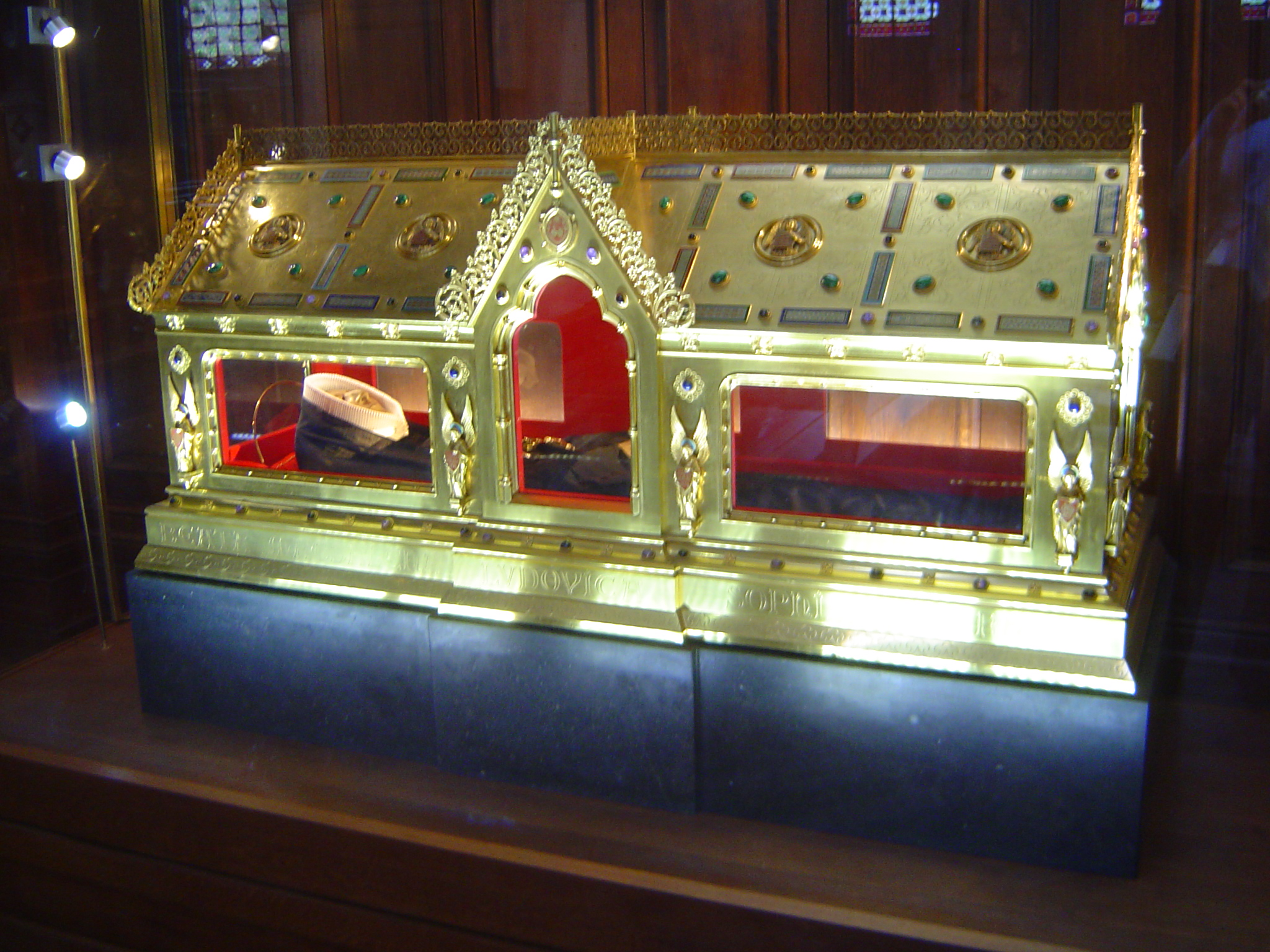
El relicario de santa Madeleine-Sophie Barat, instalado en 2009 en la capilla del Sagrado Corazón.

### Patrimonio

#### Obras de arte
La iglesia alberga muchas obras de arte, entre las que destacan:
- La Última Cena, obra del Tintoretto (1518-1594);
- La Virgen y el Niño con San Juan Bautista y Santa Geneviève, de Lubin Baugin (1610-1663);
- Comunión, de Henry Lerolle (1848-1929);
- Cristo en la Sábana Santa, de Alfred-Charles Lenoir (1850-1920)
- El milagro de San Francisco Javier, de Benedetto Gennari el Joven (1633-1715).

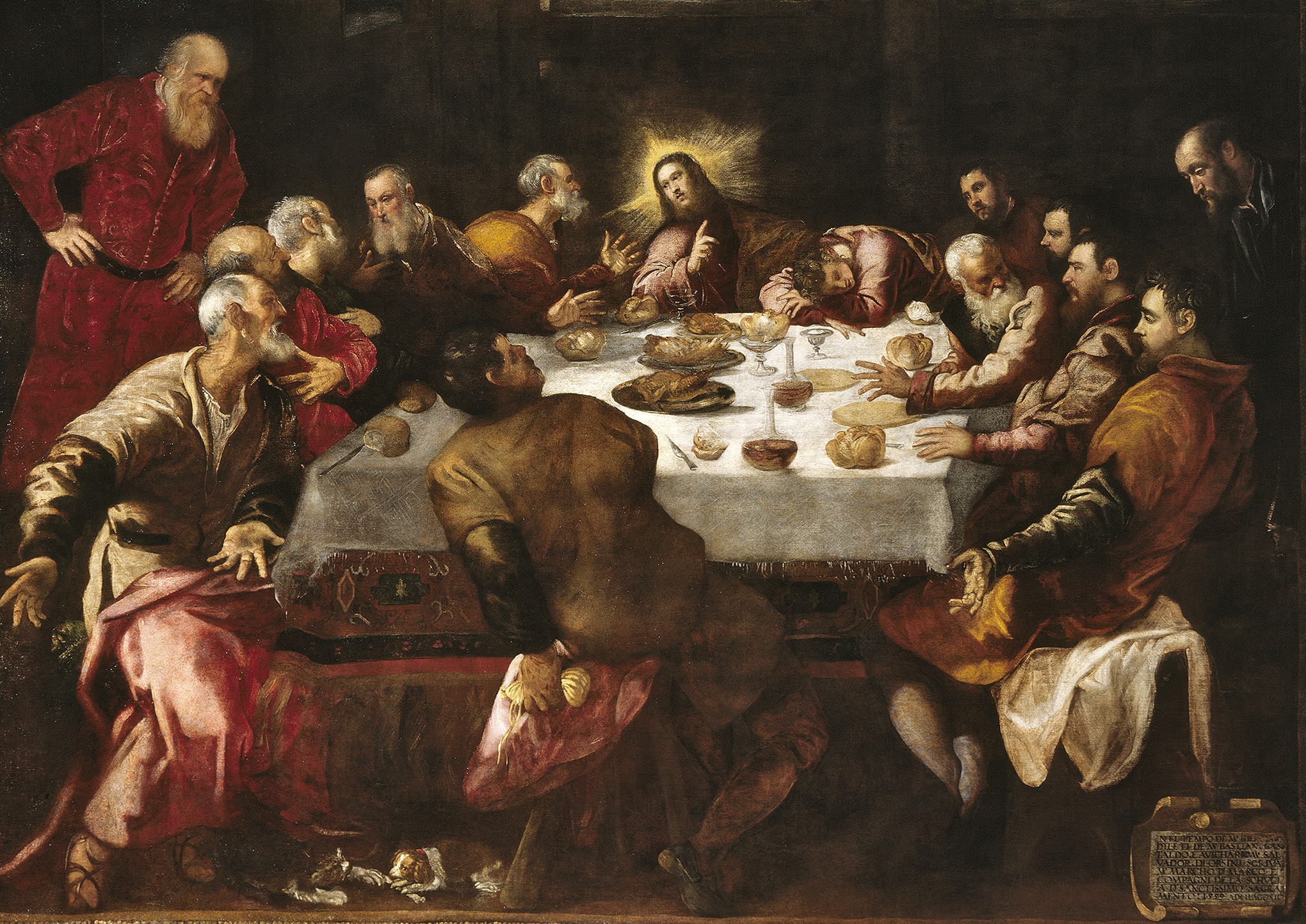
La Última Cena, del Tintoretto.
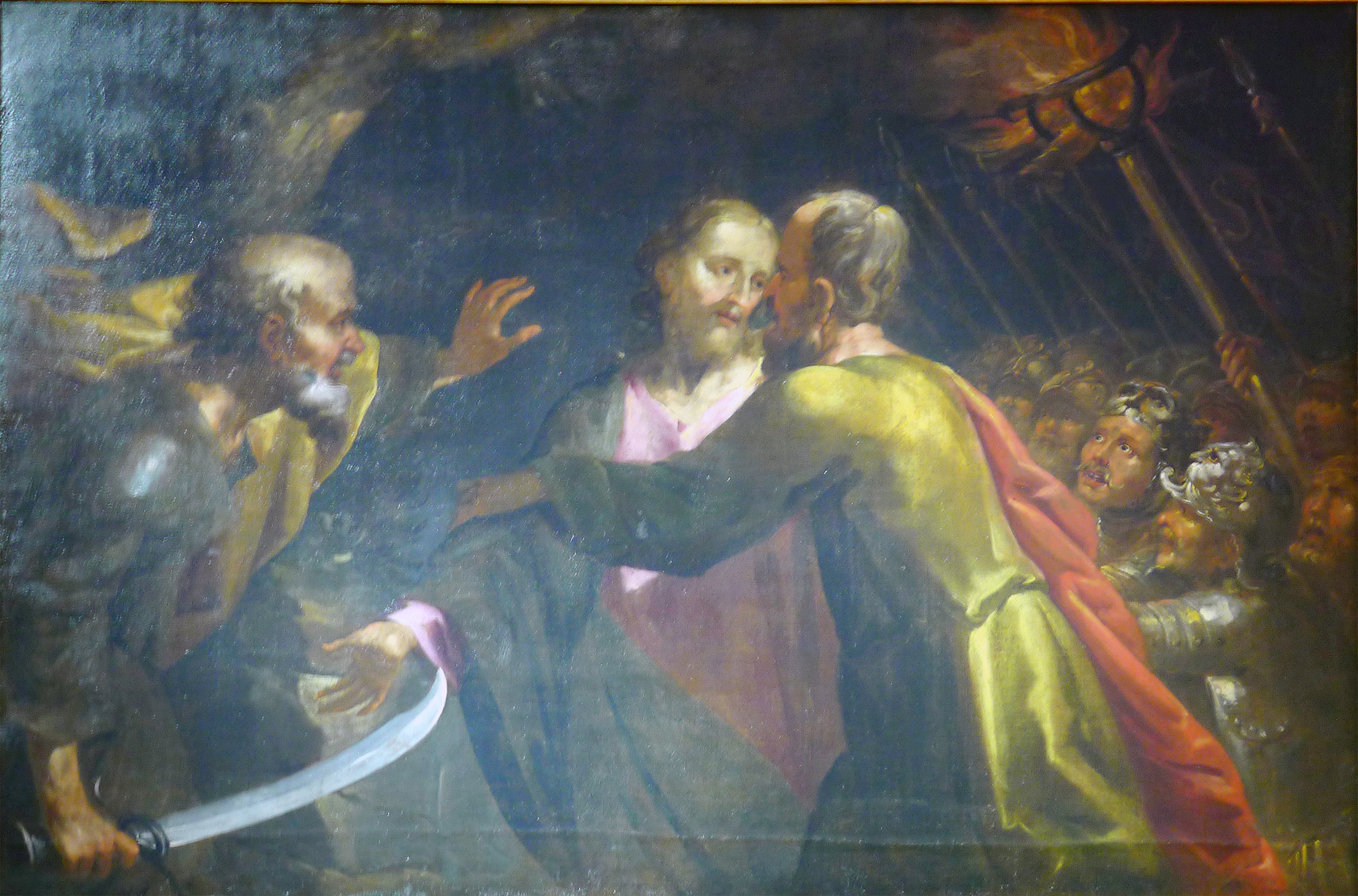

#### Órganos y organistas

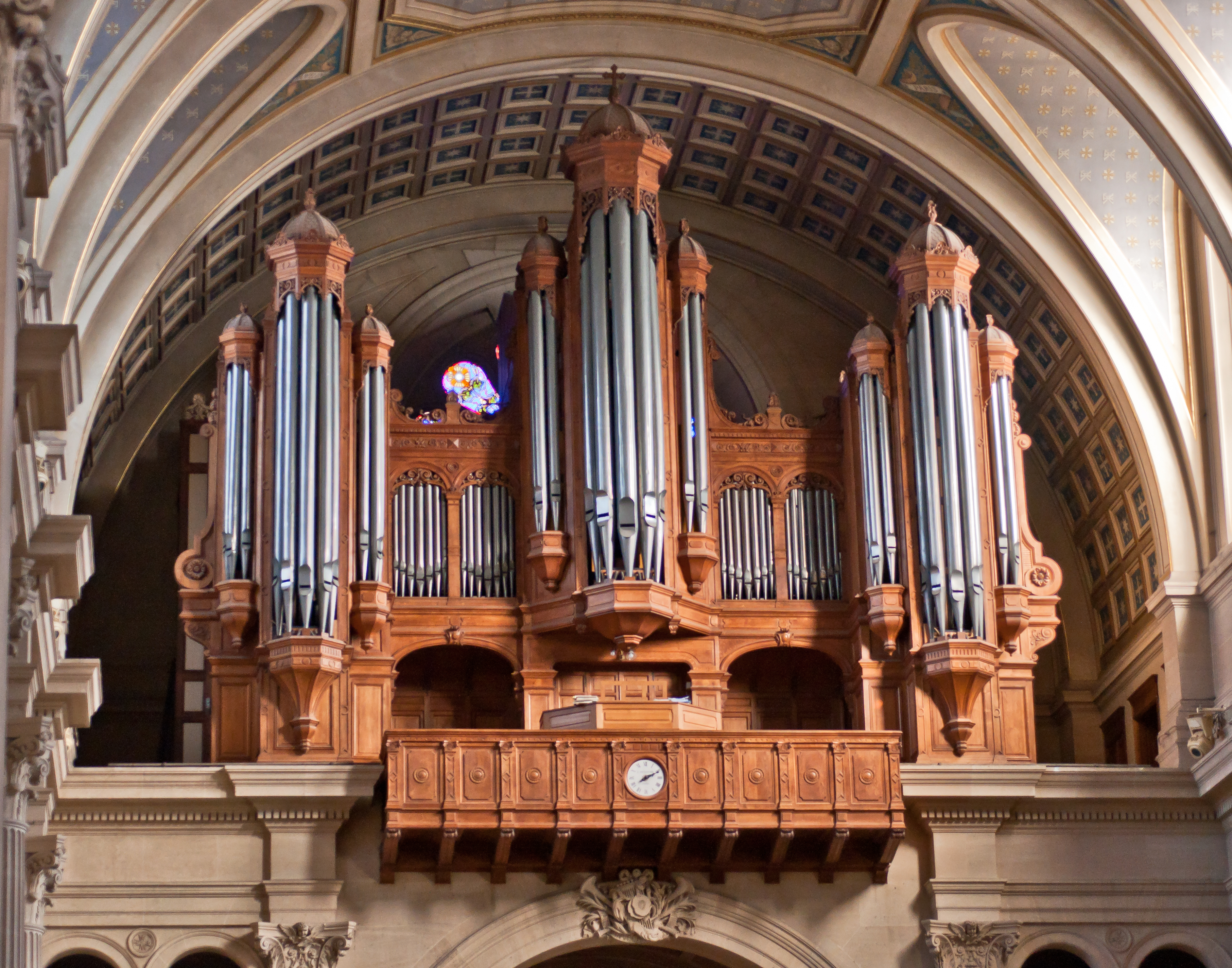
Gran órgano de tribuna.

Los órganos fueron construidos en 1878 por Fermis et Persil, revisados por Cavaillé-Coll en 1890, luego por los factores Ephrem y González en 1923. Bernard Dargassies los restauró por completo en 1993. Los órganos restaurados fueron inaugurados el 10 de abril de 1996.
Los titulares fueron:
- Albert Renaud (1878-1891);
- Adolphe Marty (1891-1941);
- Achille Philip (1941-1946);
- Gaston Litaize (1946-1991);
- Denis Comtet (desde 1994), Olivier Houette (hasta 2013) y Éric Leroy (desde 1999).

Los maestros de capilla fueron:
- Émile Boussagol[7] (1890-1898);
- Mgr.Louis-Lazare Perruchot (1898-1908);[Nota 1]
- Pierre Drees (1908-1917);[8]
- Eugène Borrel (1920-?);[9]
- Dieudonné Guiglaris (?-1957);
- Pierre Jorre de Saint Jorre (1957-1993);[Nota 2]
- Eric Leroy (2001).

### Arquitectura
De estilo neorrenacentista, la parte central de la fachada está flanqueada por dos torres cuadradas.
El frontón, que representa a San Francisco Javier bautizando a los habitantes de India y Japón, es obra de Gabriel-Jules Thomas.
De planta clásica, la iglesia tiene una armadura de metal que permite que la bóveda descanse directamente sobre los muros laterales. Por tanto, no hay pasillos ni arbotantes. Las capillas laterales marcan los lados, mientras que la capilla axial alberga una estatua de la Virgen realizada por Jean-Marie Bonnassieux.

Interior
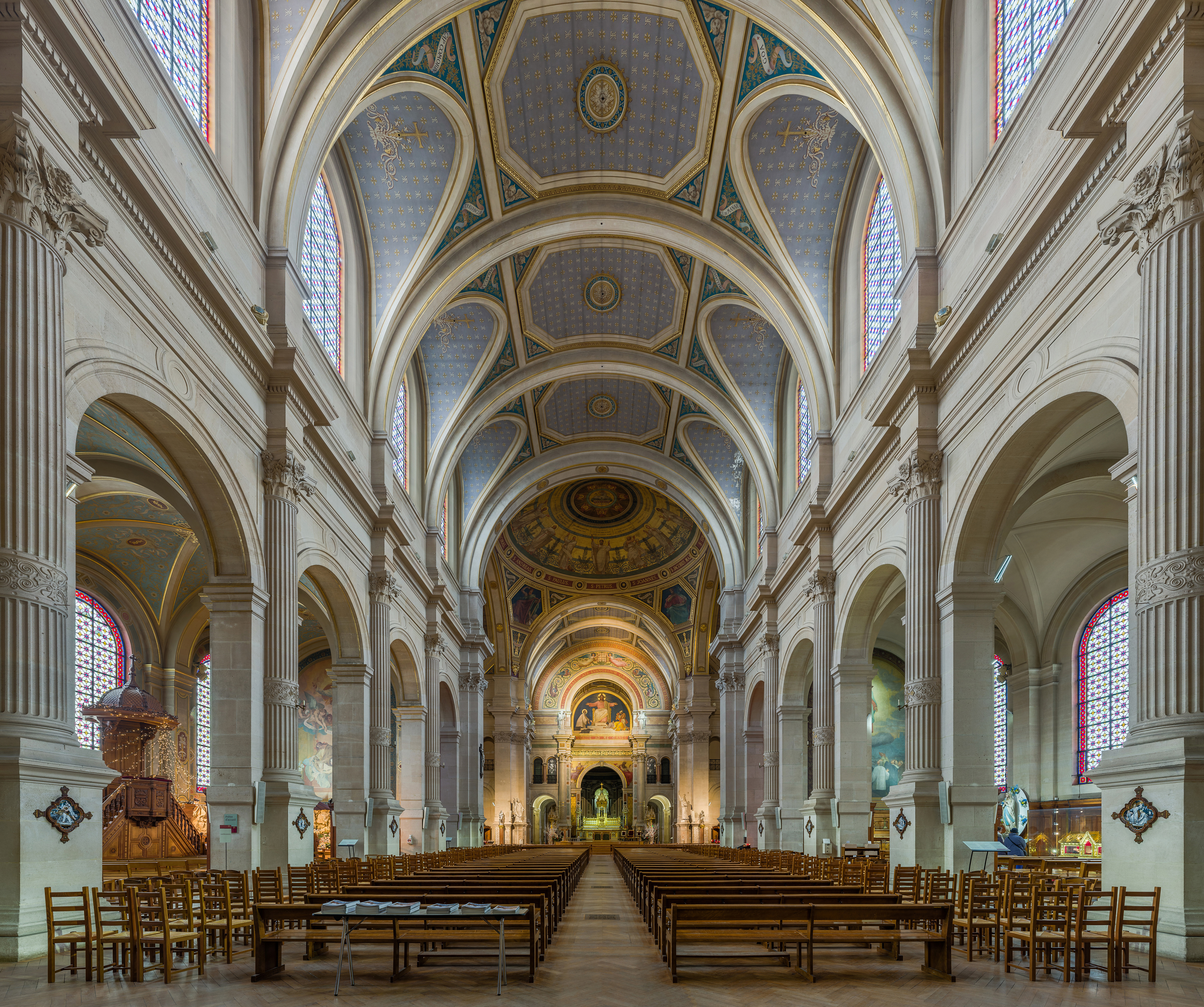
Nave
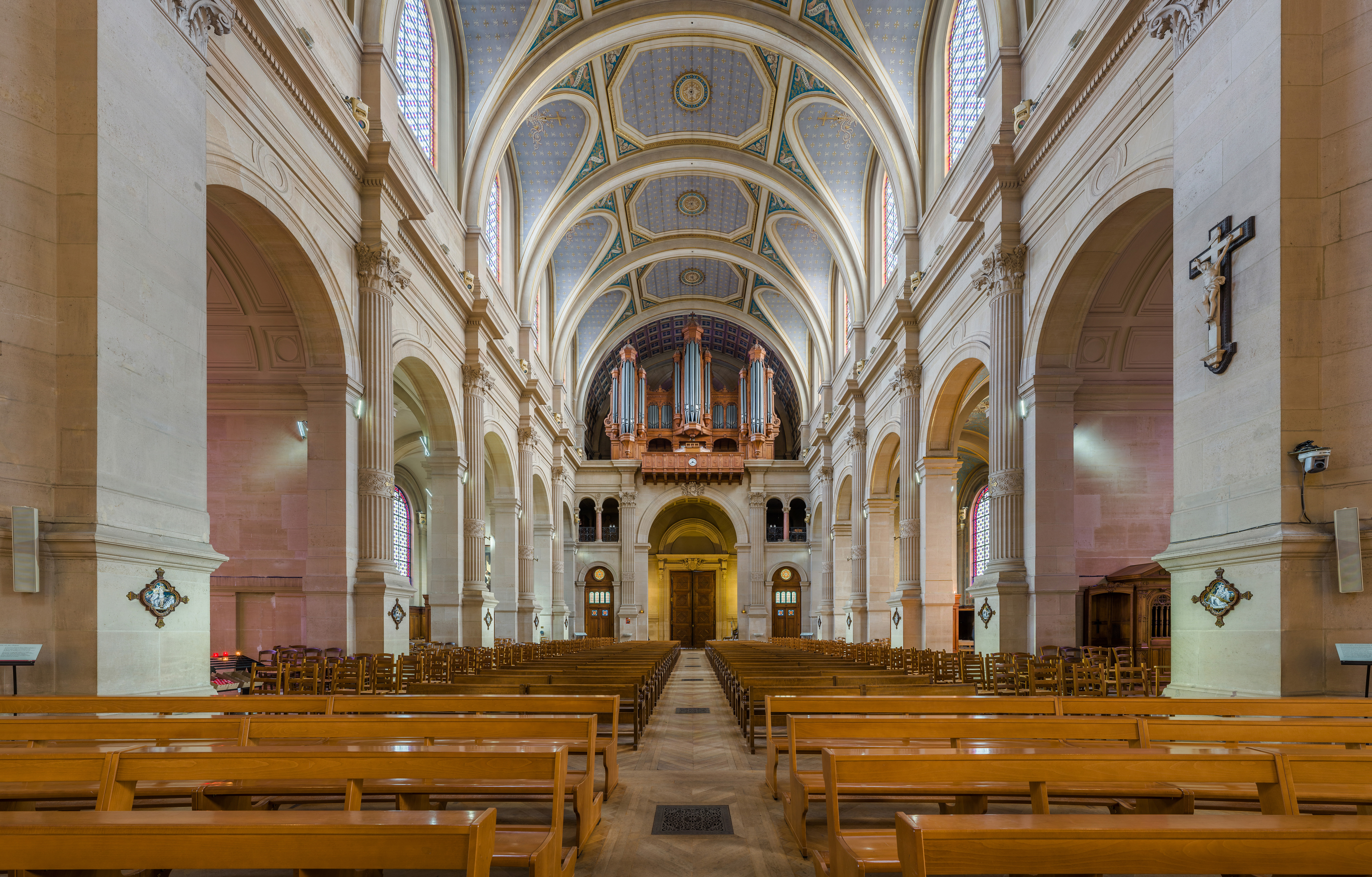
Nave (vista trasera)
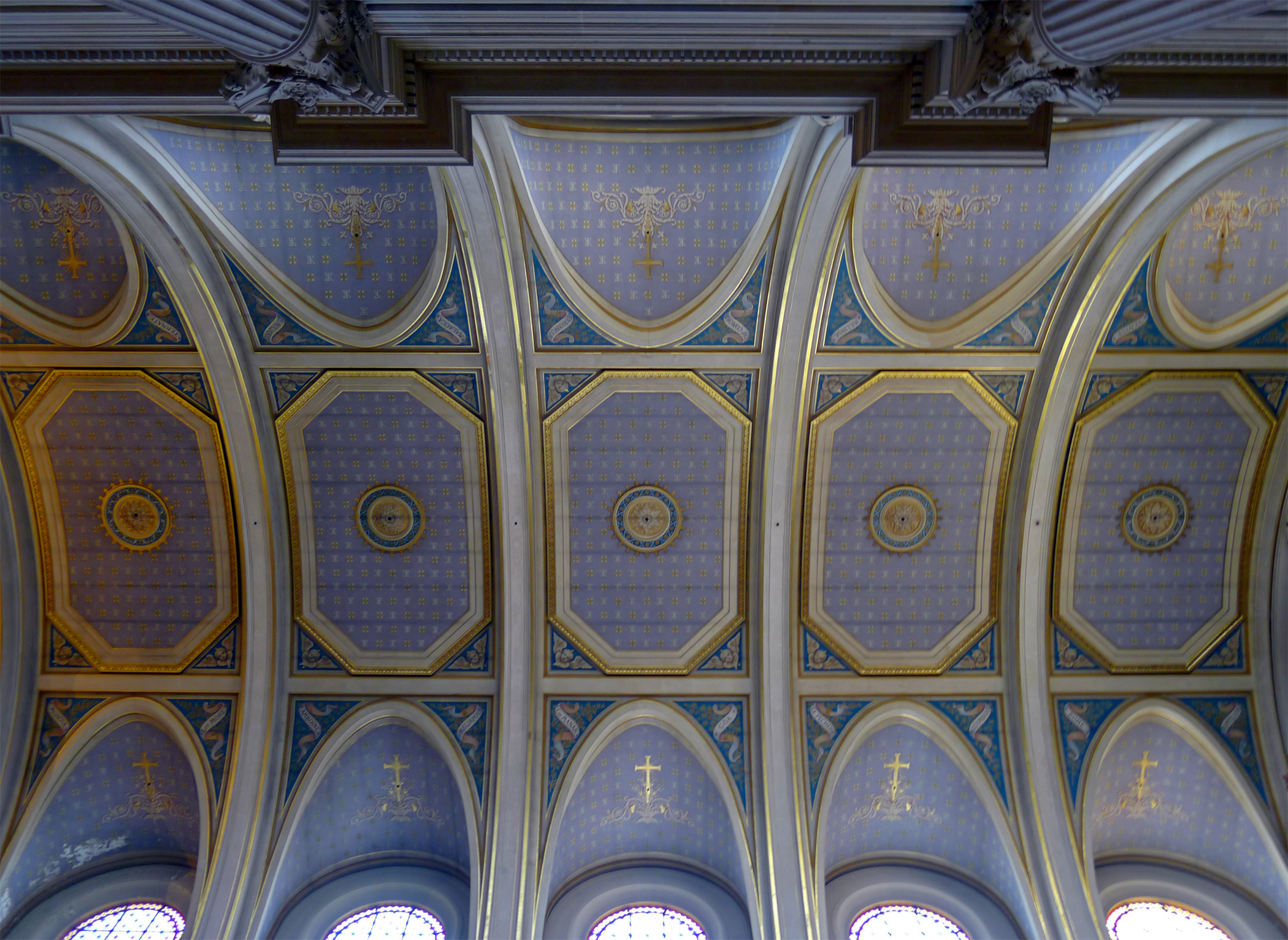
Abovedado
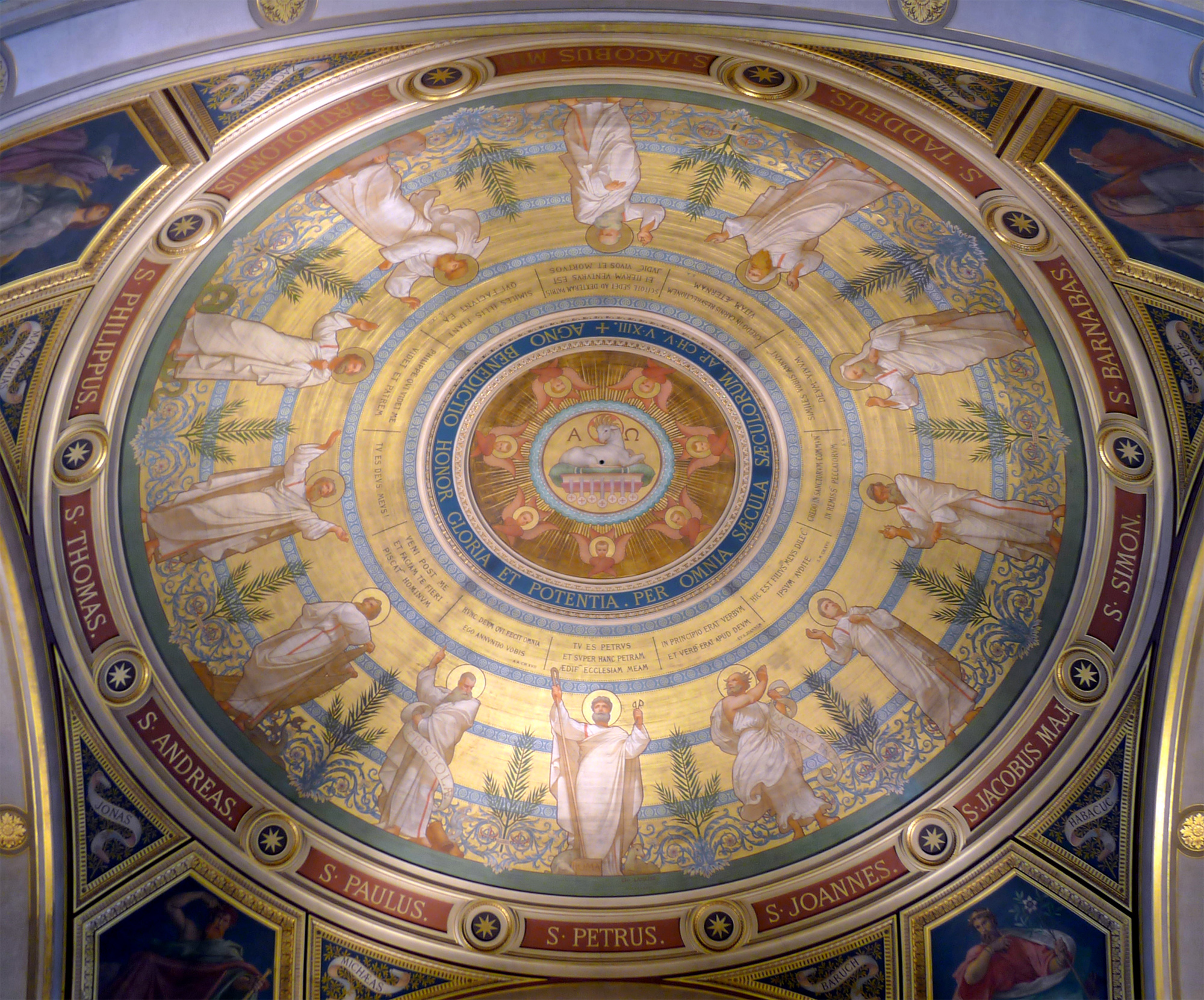
Cúpula
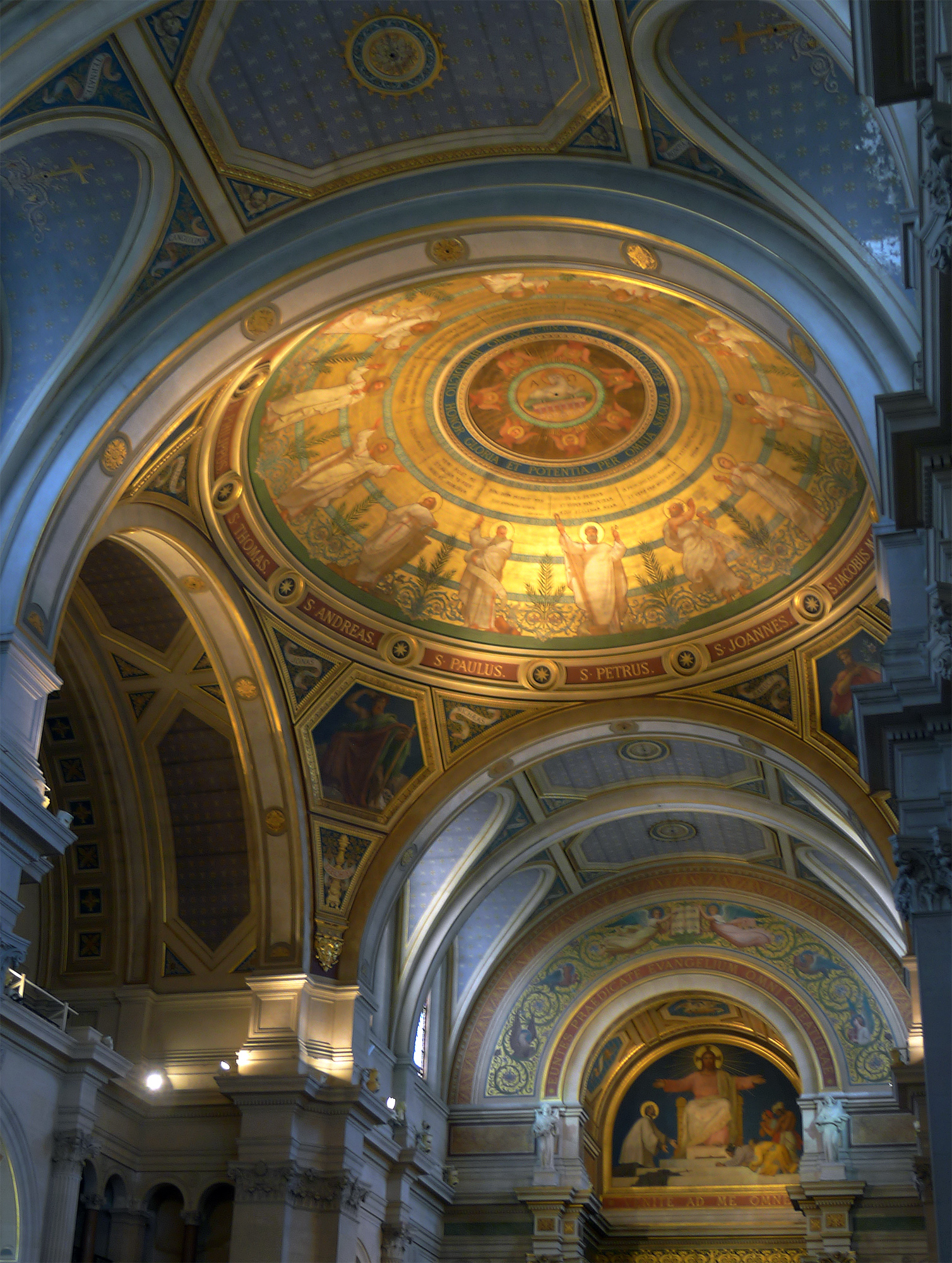
Cúpula y coro
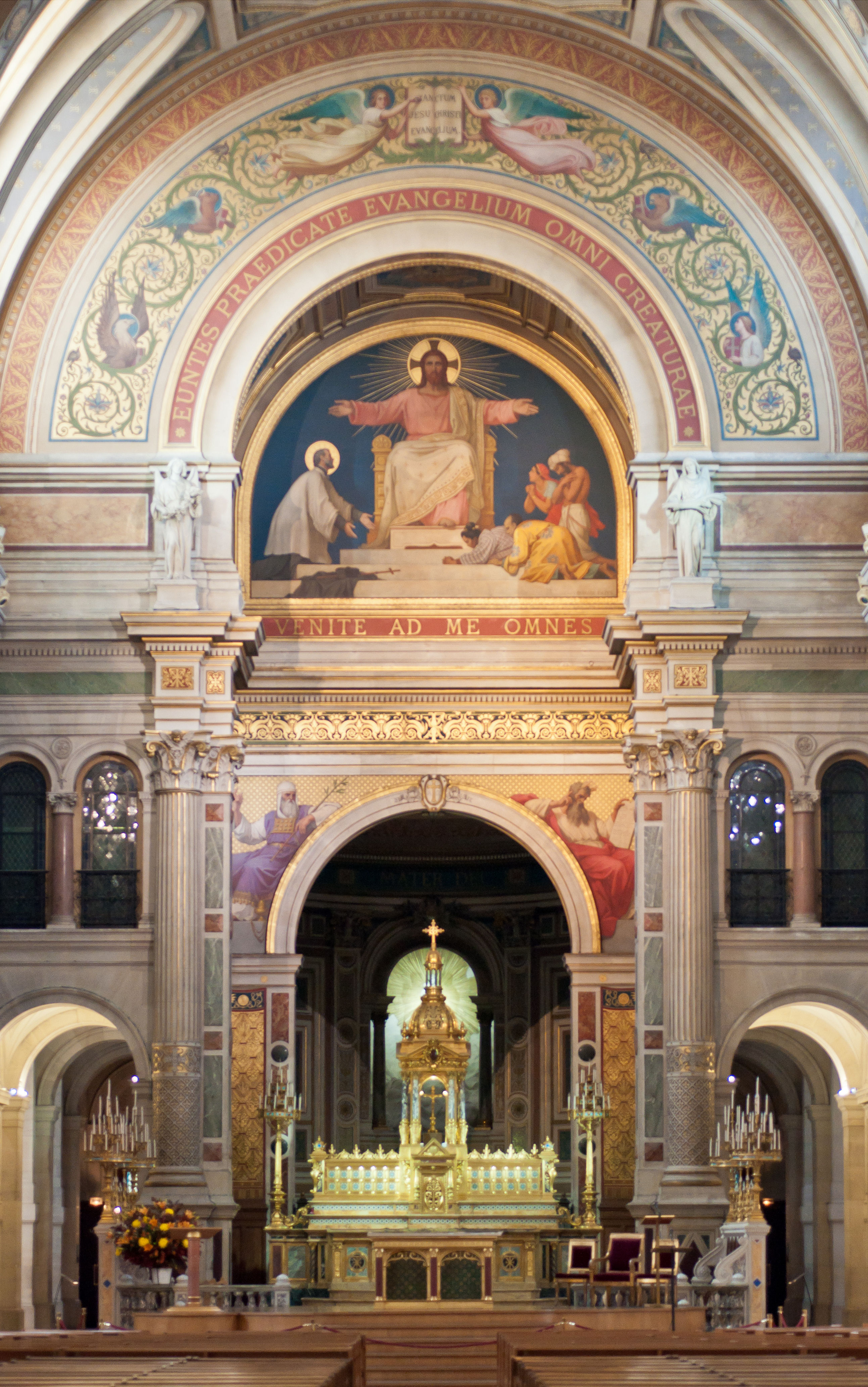
Coro

Exterior
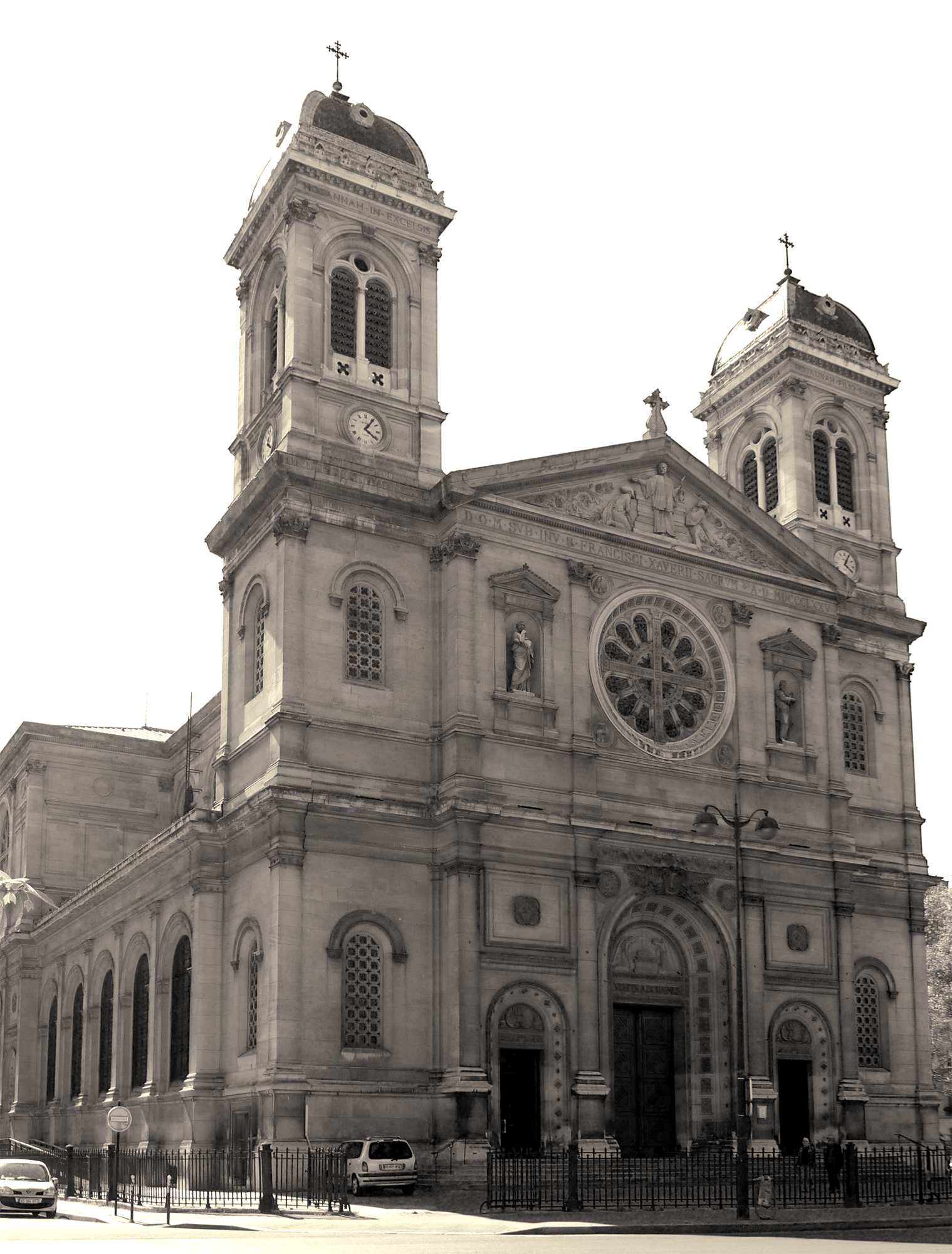
Fachada
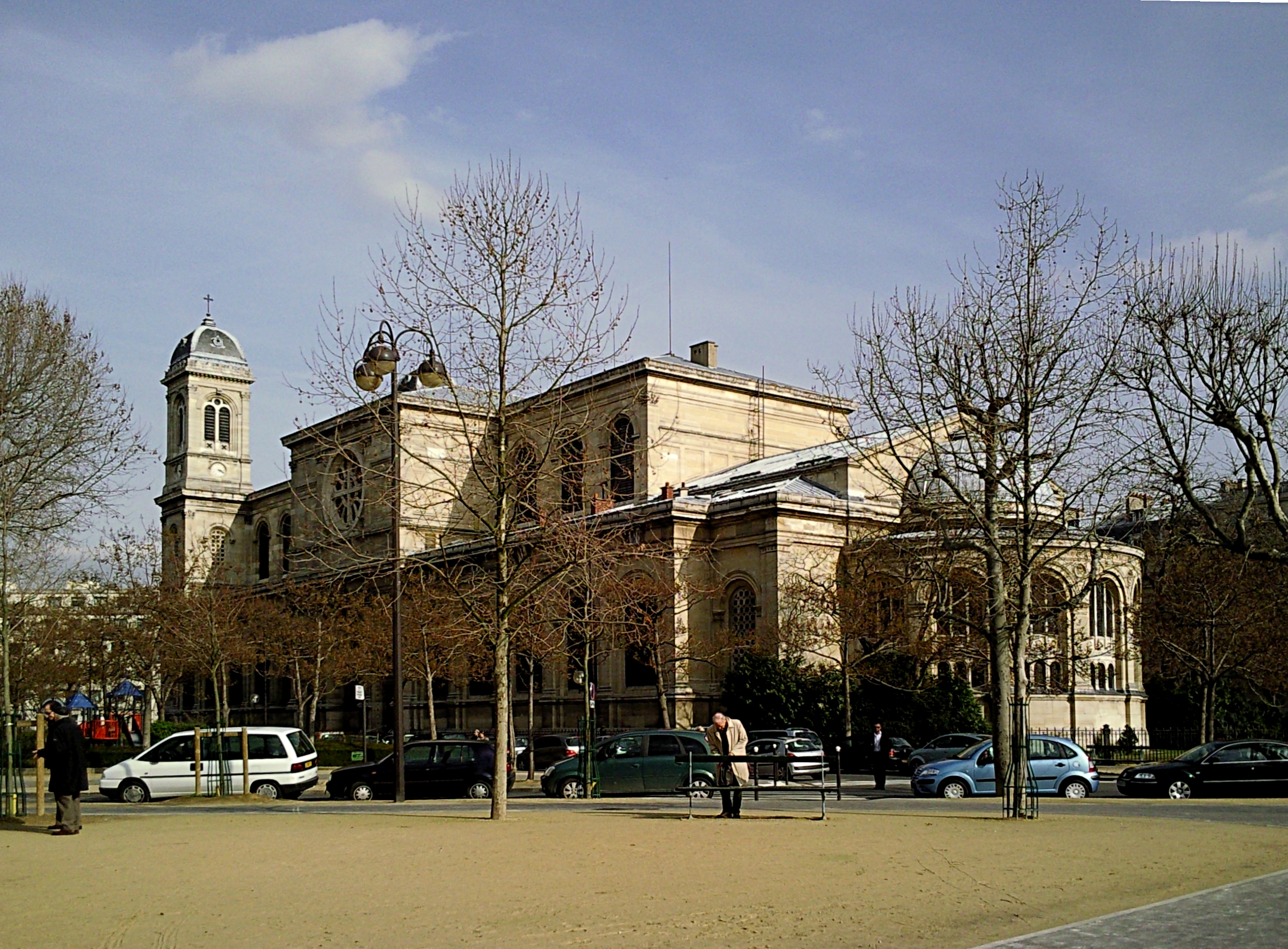
Vista desde el ábside de la iglesia

## El lugar de culto
La iglesia es el lugar de culto de la parroquia «San Francisco Javier de las Misiones Extranjeras» desde 1842. Antes de la construcción de la iglesia, su lugar de culto era la actual capilla de la Epifanía de las Misiones Extranjeras de París ubicada en el número 128 de rue du Bac.
El equipo sacerdotal en 2018 estaba formado, además de su párroco, tres vicarios, tres sacerdotes jóvenes en misión de estudio, un capellán, un sacerdote adjunto, así como dos diáconos permanentes. El consejo pastoral presidido por el párroco está formado por veinte miembros, entre ellos doce laicos, cinco sacerdotes y dos diáconos permanentes. El consejo económico parroquial, designado después del acuerdo de la arquidiócesis, está compuesto por siete miembros, seis de los cuales son laicos con el delegado diocesano.

## Ubicación y acceso
Se encuentra a lo largo del boulevard des Invalides, en la place du Président-Mithouard y la place André-Tardieu. Está bordeada por la plaza Pierre-de-Gaulle y la plaza de l'Abbé-Esquerré.
Es servido por la línea 13 en la estación Saint-François-Xavier y por las líneas de autobús RATP 82 y 87.